# Golina
Golina é um município da Polônia, na voivodia da Grande Polônia e no condado de Konin. Estende-se por uma área de 3,52 km², com 4 512 habitantes, segundo os censos de 2016, com uma densidade de 1281,8 hab/km².